# Bockstadt
Bockstadt è uno dei due centri abitati che compongono la frazione di Bockstadt-Herbartswind della città tedesca di Eisfeld, in Turingia.